# لیندا لی کدول
لیندا لی کدول (انگلیسی: Linda Lee Cadwell؛ زادهٔ ۲۱ مارس ۱۹۴۵) رزمی کار، نویسنده  و آموزگار اهل ایالات متحده آمریکا است. وی همسر بروس لی  . هنرپیشه و استاد هنرهای رزمی بود.
وی کتاب بروس لی: مردی که فقط من شناختم را نوشت که بر اساس آن فیلم اژدها: داستان بروس لی ساخته شد. در این اقتباس لورن هالی نقش وی را بازی کرد.